# Paul Artin Boghossian
Paul Artin Boghossian (4 giugno 1957) è un filosofo statunitense.

## Biografia
Di origine armena, è professore di Filosofia all'Università di New York, il cui dipartimento di filosofia ha presieduto per dieci anni, dal 1994 al 2004. I suoi interessi di ricerca sono incentrate soprattutto sull'epistemologia, la filosofia della mente, la  filosofia del linguaggio. Fa parte del comitato editoriale delle riviste "Philosophical Studies" e "Philosophers' Imprint" ed è membro del New York Institute for Humanities.

## Opere principali
- Content and justification : philosophical papers, Oxford, Clarendon press, 2008
- Fear of Knowledge: Against Relativism and Constructivism, Oxford University Press, 2006; libro tradotto in italiano come Paura di conoscere. Contro il relativismo e il costruttivismo (Roma, Carocci, 2006).